# オハイオ州立大学

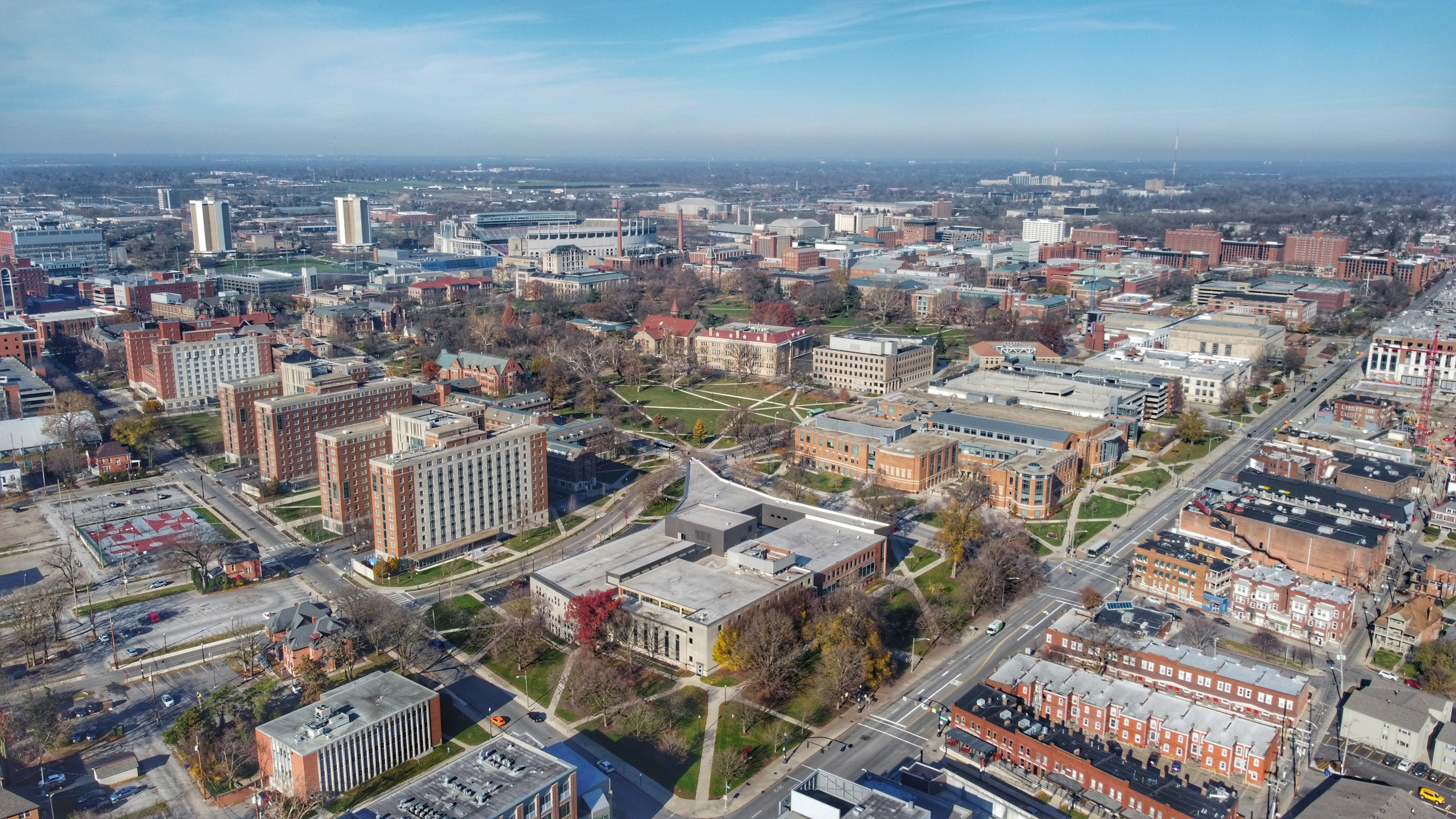
Aerial view of the main campus, with Drinko Hall

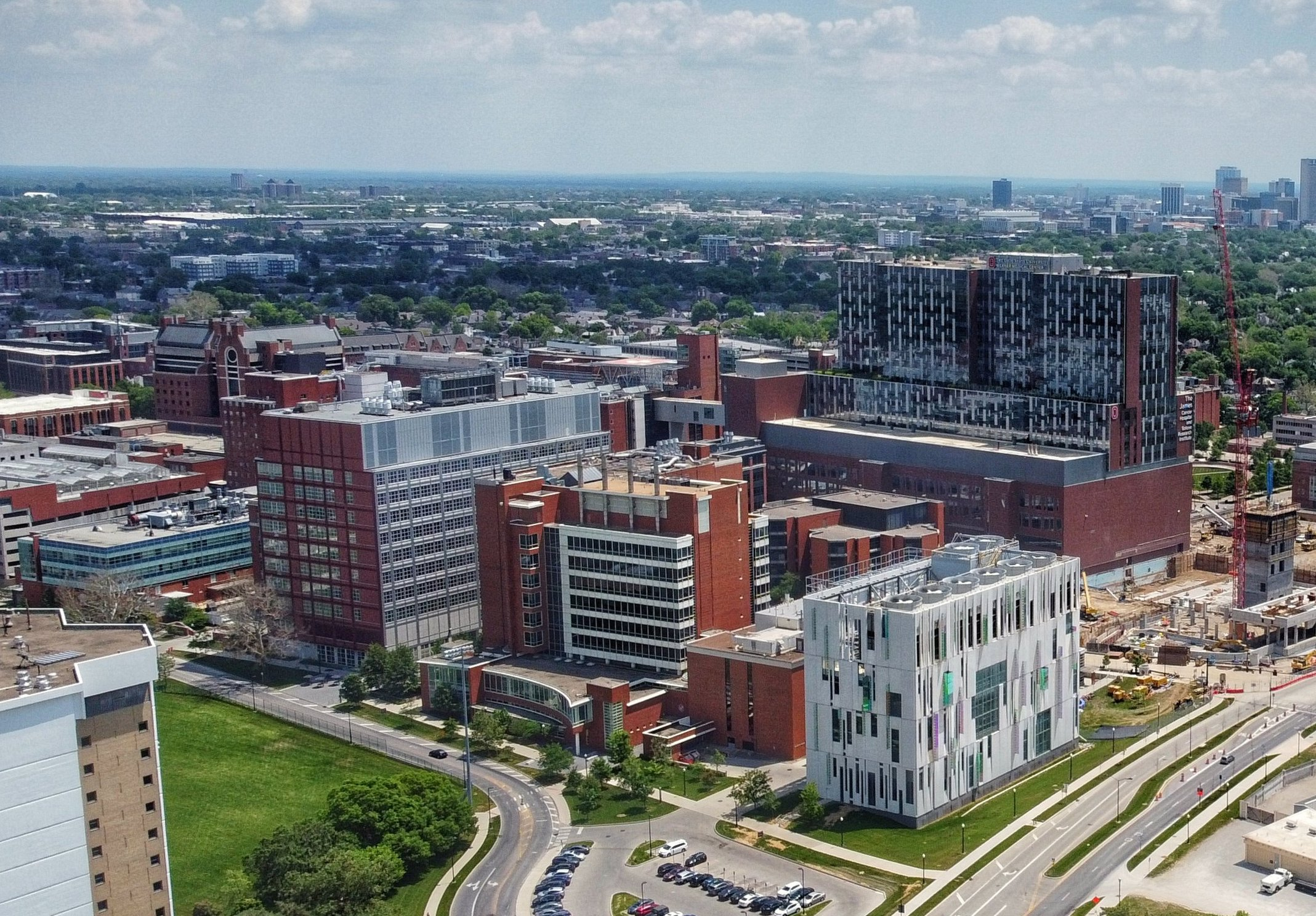
OSU Wexner Medical Center（看護大学院含む）

オハイオ州立大学（オハイオしゅうりつだいがく、Ohio State University, OSU）は、オハイオ州コロンバスのダウンタウンの北約4kmに位置する州立総合大学。学生数は学部生・大学院生合わせて50,000人を超え、全米最大の規模である。「OSU」と呼ばれる大学はオクラホマ州立大学、オレゴン州立大学など数多くあるが、米国では同校のことを指すのが最も一般的。また同大学は、公立の名門校群であるパブリック・アイビーの一つに数えられる。看護学は全米TOP10で名高く、経営大学院のフィッシャー・ビジネスカレッジは全米40位前後となっている。

## 沿革
オハイオ州立大学は1862年のモリル法により、1870年に土地付与大学としてオハイオ農工大学（Ohio Agricultural and Mechanical College）の名前で創立され、同校は当初、コロンバス北端の農場集落の中に立っていた。1878年に現在の「オハイオ州立大学」に改称、総合大学となった。1906年にオハイオ州立大学のオハイオ州の旗艦大学としての地位が、イーグルソン法を通じてオハイオ州議会によって法律に明記された。1916年には同校はアメリカ大学協会(The Association of American Universities、NAIU)のメンバーに選ばれている。

## 学問分野
全米有数の規模の総合大学であるオハイオ州立大学は専攻の幅が広く、あらゆる学問分野において教授陣が充実している。特に評価が高い分野としては、オハイオ農工大学からの伝統である農学や、大学独自の空港を持つ航空工学が挙げられる。また、経営学の分野にも秀で、特にロジスティクス研究においては全米でも屈指の高い評価を得ており、ロジスティクス業界に多数の人材を輩出している。消費者行動研究で著名なマーケティング・エキスパート、ロジャー・ブラックウェル博士も同校教授として教鞭をとっていた。これまでに卒業生及び教員の中から、レオン・ニール・クーパー (1972 物理学賞)、ポール・フローリー (1974 化学賞)、ウィリアム・ファウラー  (1983 物理学賞)、ケネス・ウィルソン  (1982 物理学賞)、ピエール・アゴスティーニ  (2023 物理学賞)、の5名のノーベル賞受賞者、9名のピューリッツァー賞受賞者を輩出している。また、U.S. Newsによる2015年全米州立大学ランキングでは、テキサス大学オースティン校やワシントン大学 (ワシントン州)と並んで、16位にランク付けされている。

## ランキング

### 主要世界大学ランキング
TIMES世界大学ランキング(2013年度)
- 総合：第59位
- 人文科学分野：第52位
- 医学分野：第74位
- 工学分野：第53位
- 生物科学分野：第56位
- 自然科学分野：第54位
- 社会科学分野：第29位

その他世界大学ランキング
- CENTER FOR WORLD UNIVERSITY RANKING：第49位 (2015年度)[10]
- 上海交通電気大学ランキング：第65位 (2015年度)[11]
- QS World University Rankings：第99位(2015年度)[12]

### 全米大学ランキング
- 全米大学総合ランキング：第52位(2015年度)[13]
- 全米州立大学ランキング：第16位(2015年度)[8]

## スポーツ
オハイオ州立大学のスポーツチームは"Buckeyes"（バッカイズ）と呼ばれている。Buckeyeとは「トチノキ」の意味で、オハイオ州を別名"Buckeye State"と呼ぶことからこの名がついている。
同校はカレッジフットボールの名門として知られ、これまで8回の全米チャンピオンに輝いている。NFLにも多数の出身者を輩出している。1950-60年代は「伝説のコーチ」と称されるウッディ・ヘイズ監督に率いられ、同校の黄金時代であった。1968年にはローズボウルでO・J・シンプソンを擁する南カリフォルニア大学トロージャンズに勝ち、全米優勝の栄冠を手にした。最近の優勝は2002年で、2003年正月にアリゾナ州テンピ（フェニックス郊外）で開かれたフィエスタボウルで2度の延長の末マイアミ大学ハリケーンズを31-24で破って連勝を34で止め、32年ぶりの優勝を果たした。また、2015年1月、初めて行われたカレッジフットボール・プレイオフで本命と見られていたアラバマ大学、オレゴン大学を下しての優勝を飾った。
同校が所属するビッグ・テン・カンファレンスはフットボール最激戦区のひとつである。特にミシガン大学ウルヴァリンズとのライバル関係は熾烈を極めており、1977年11月19日にミシガン大スタジアムで行われた試合では、100,624人とレギュラーシーズンの試合ではカレッジフットボール史上最高の観客動員記録を作った。同カンファレンスには、その他にも名将ジョー・パターノが長年率いていたペンシルベニア州立大学ニタニー・ライオンズや、ウィスコンシン大学バッジャーズなど実力校が揃う。

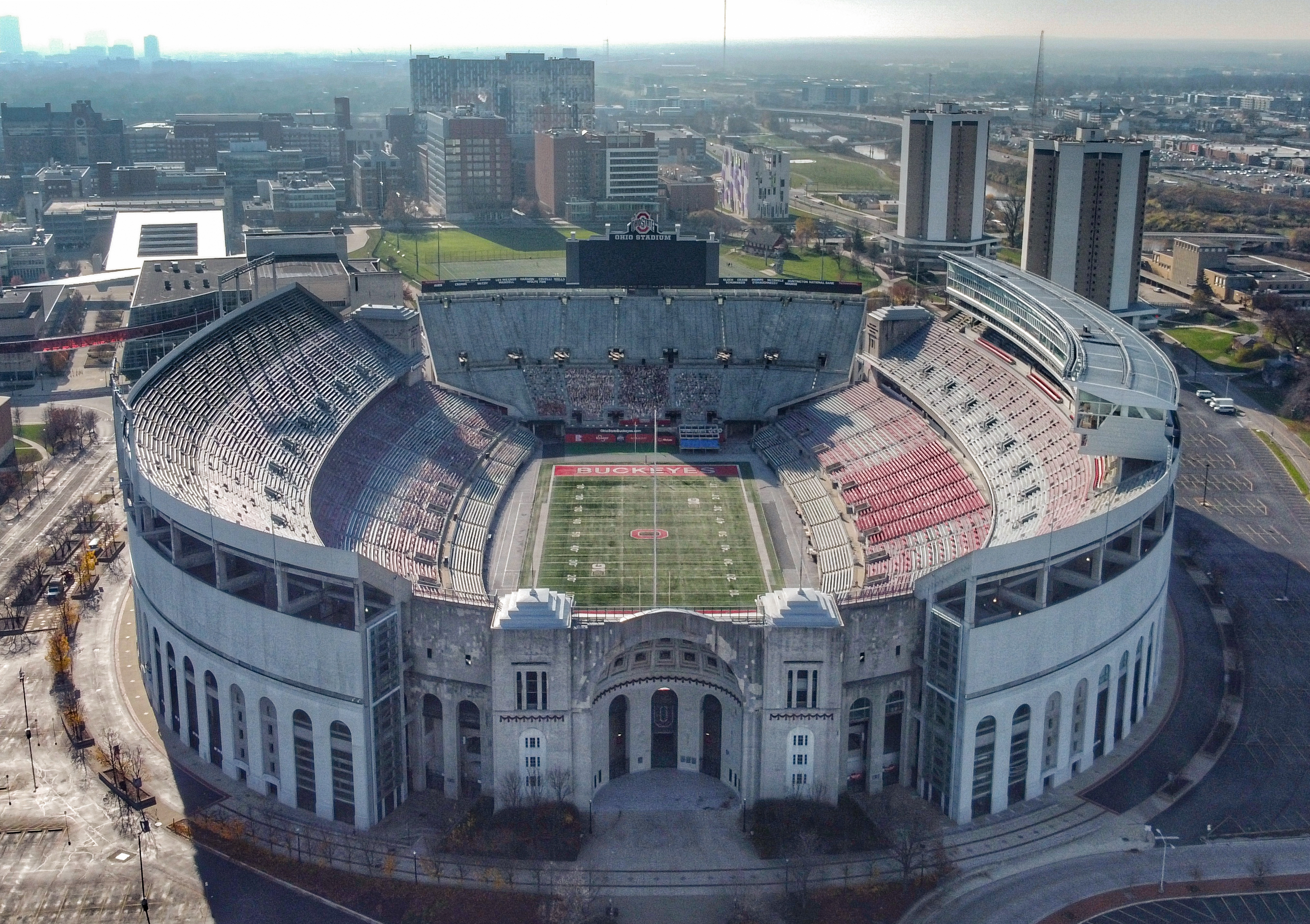
オハイオ州立大学 Ohio Stadium

同校フットボールチームのホームスタジアムは、オハイオ・スタジアムである。上空から見ると馬蹄形をしていることから、Horseshoeとも呼ばれる。同スタジアムはキャンパス内に所在する。収容人数は100,000人を超えるが、ホームの試合は毎試合売り切れで、特に対ミシガン大学戦のチケット入手は極めて困難である。
同校のフットボールチーム応援歌は"Across The Field"という。試合で勝利すると、"Carmen Ohio"と呼ばれる同校の美しい校歌が流れ、選手・監督・観客全員で斉唱する。また、"OH"という呼びかけに対して"IO"と答えるのが、同校およびコロンバスでの伝統的なあいさつになっている。
また、ハーフタイムにはマーチングバンドの演奏が行われるが、楽器を演奏しながら、フィールドいっぱいに人文字を描くというもので、225人のバンドメンバーが一糸乱れぬ統一された動きで巧妙な人文字を描く様は圧巻の一言であり、好評を得ている。
また同校バスケットボールチームは2007年NCAA男子バスケットボールトーナメントにおいて決勝に進出したが、連覇を狙うフロリダ大学に敗れた。そのチームの中心となったグレッグ・オデン、マイク・コンリーJr、デカン・クックの3人は1年生ながら2007年のNBAドラフトに於いて1巡目で指名されている。

## 伝統

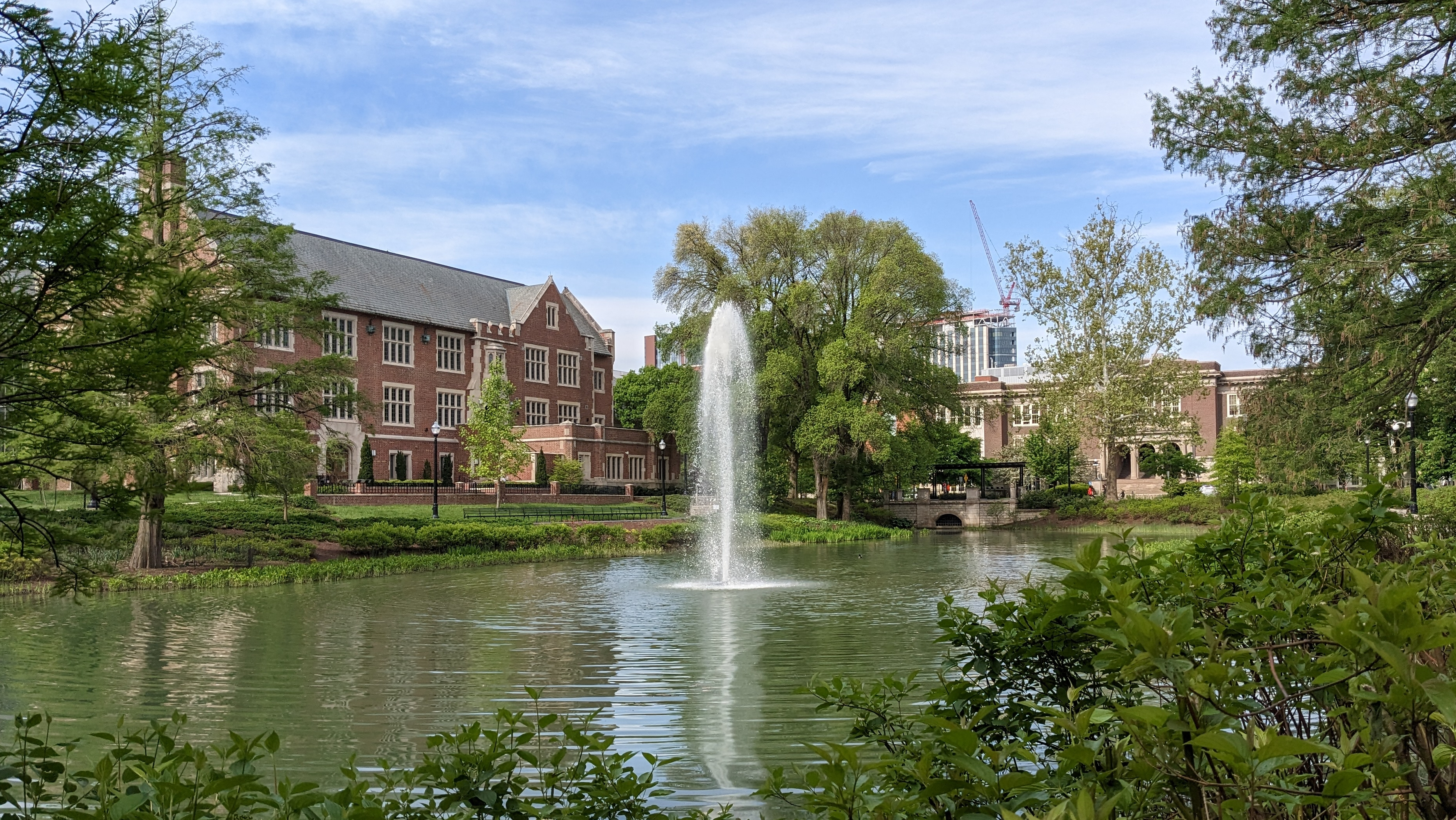
オハイオ州立大学 Mirror Lake

2017年現在、140年を越える歴史を持つ同校では多種多様の伝統が校風に影響を与えている。その大多数は、フットボールチームの応援と関係し、生徒たちの日常生活にも大きく関わっている。その例としては、ミシガン校との毎年恒例のフットボールの試合前の木曜日から金曜未明にかけ、亡くなった伝説的なヘイズ監督の霊をコロンバス市に呼ぶために、11：00PMから翌日の4：00AMまで11月の寒さの中ミラーレイクと言う同校の池に飛び込み、泳ぎ回る生徒は毎年千人を遥かに超える。

## 事件・事故
- 2016年11月28日、ソマリア移民の学生が車で歩行者の集団に突っ込んだ後、刃物で周囲の人々に切りつけ11人が重軽傷を負った。容疑者は、駆け付けた警官に射殺されている[16]。

## 日本とのかかわり
大学の国際化の一環として、オハイオ州立大学は米国外の有力大学と提携し、選抜された優秀な学生を相互に留学生として派遣・受け入れを行っている。日本の大学では、北海道大学・慶應義塾大学・早稲田大学・南山大学・筑波大学・静岡県立大学・国際基督教大学（ICU）・中部大学などが同校と提携している。また、郊外のメアリスビル市に本田技研工業を抱えるためコロンバス都市圏には日本人の人口が比較的多く、同校にも日本人学生が在学する。

## 著名な出身者

### ノーベル賞受賞者 (Nobel laureates)

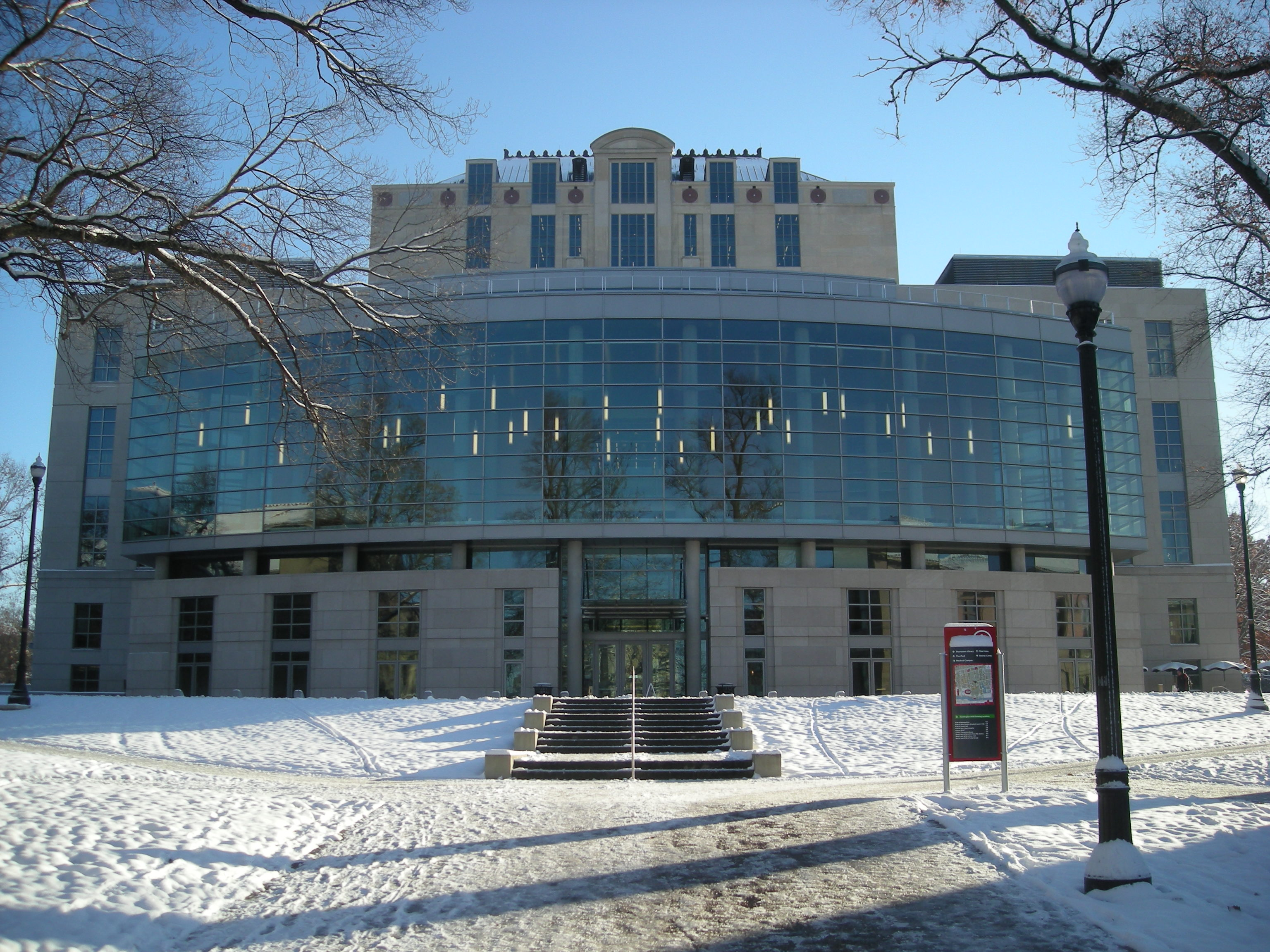
オハイオ州立大学 Thompson Library

- レオン・ニール・クーパー (Leon N. Cooper) 1972年 物理学賞 (1957-1958年 教授)
- ポール・フローリー (Paul John Flory) 1974年 化学賞 (1934年 Ph. D 取得)
- ケネス・ウィルソン (Kenneth Geddes Wilson) 1982年 物理学賞 (1988-2008年 教授)
- ウィリアム・ファウラー (William Alfred Fowler) 1983年 物理学賞 (1933年 BS 取得)
- ピエール・アゴスティーニ (Pierre Agostini) 2023年 物理学賞 (名誉教授)[18]

### ピューリッツァー賞(Pulitzer Prize) 受賞者
- ポール・H.・バック (Paul H. Buck) 1938年 歴史報道 (1921年 BA 取得 1922年 MA 取得 )[19]
- メアリー・オリバー (Mary Oliver) 1984年 詩報道[20]
- ウォルト・ボグダニッチ (Walt Bogdanich) 1988年 特別報道 2005年 国内報道 2008年 調査的報道 (1976年 MA 取得)[21]
- ジュディス・ミラー (Judith Miller (journalist)|Judith Miller) 2002年 解説レポート (学部在籍)[19]
- ダイアナ・サグ (Diana Sugg) 2003 年 最優秀レポート賞 (1992 年 MA 取得)[19]
- ニック・アンダーソン (Nick Anderson (cartoonist)|Nick Anderson) 2005年 社説漫画賞 (BA 取得)
- ジュリア・ケラー (Julia Keller) 2005年 特集執筆 (1995年 Ph.D 取得)[21]
- ジム・シェーファー (Jim Schaefer) 2009 年 現地取材報道 (BA 取得)[22]

### 科学・工学・政治

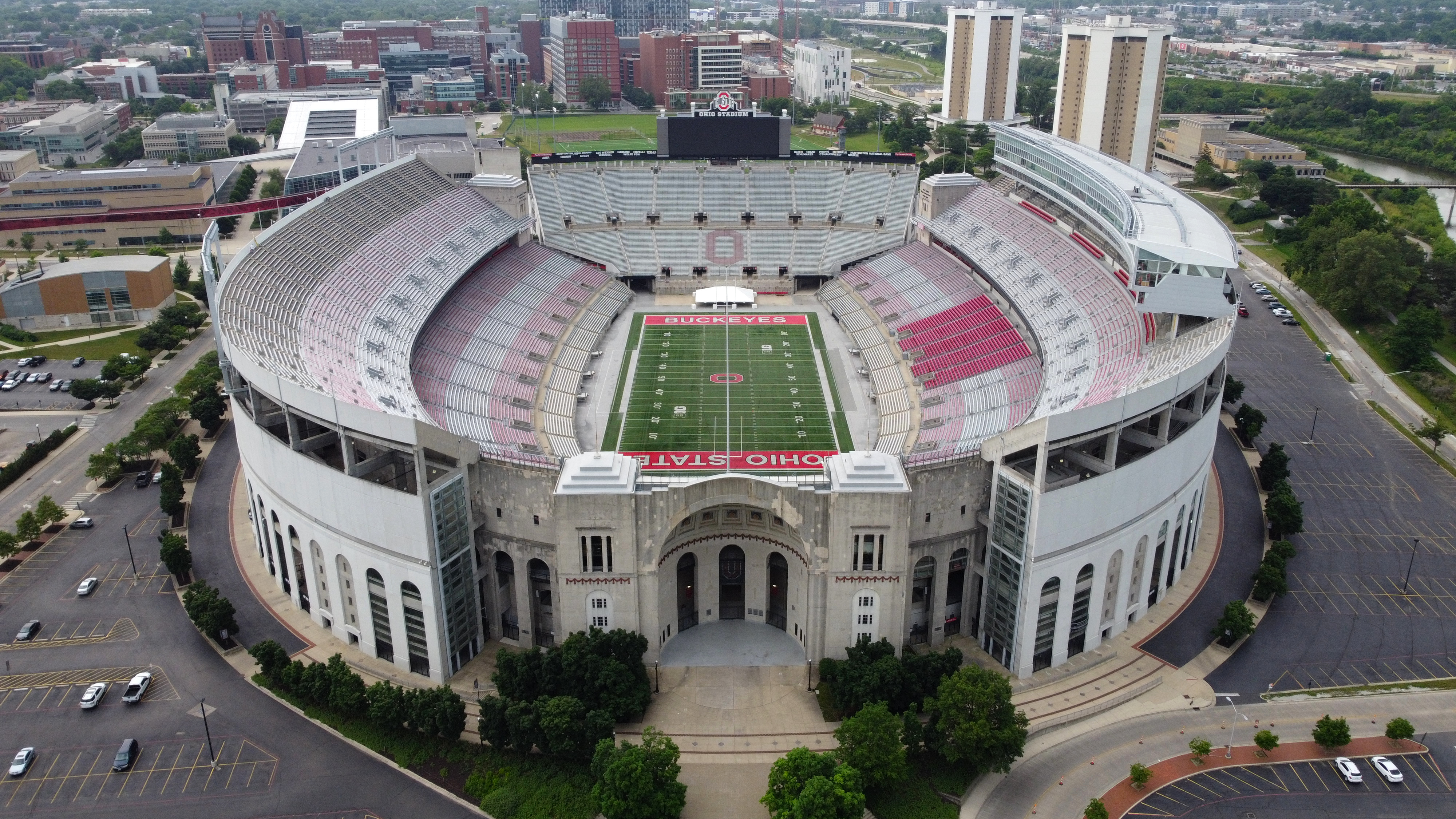
オハイオ州立大学 Ohio Stadium

- アグネス・マイヤー・ドリスコル (Agnes Meyer Driscoll)「日本海軍の暗号を解読」 (1911年 B.S. 取得)
- ジェームズ・M・アーリー (James M. Early) 「バイポーラトランジスタのアーリー効果 (Early effect) を発見 (1952年)」 (1951年 Ph. D 取得)
- ジェウェル・J・エバース (Jewell James Ebers) 「バイポーラトランジスタの数学的モデル (Ebers-Moll model) を開発 (1954年)」 (1950年 Ph. D 取得)
- 榎本忠儀 (Tadayoshi Enomoto)「動画像処理プロセッサLSIを開発 (1987年)」 (1975年 Ph.D 取得)
- メルビン・デ・グルート (Melvin De Groote) 「エジソンに次いで2番目に多くの特許を取得」
- チャールズ・ケタリング (Charles Kettering) 「自動車用電気スターターを発明」 (1904年 B.S. 取得)
- ダウォン・カーン (Dawon Kahng) 「LSIの基本素子であるMOSFETや浮遊ゲートMOSFETを発明 (1959年)」 (1959年 Ph. D 取得)
- ジョン・ダニエル・クラウス (John Daniel Kraus) 「ビーム・アンテナを発明、電波望遠鏡 (ビッグイヤー) を設計 (1994年)」(名誉教授)
- ベンジャミン・G・ラム (Benjamin G. Lamme) 「直流鉄道モーターを開発、誘導モーターを実用化」 (1888年 B.S. 取得)
- ジョン・L・モル (John Louis Moll) 1954年 「バイポーラトランジスタの数学的モデル (Ebers-Moll model) を開発 (1954年)」 (1952年 Ph. D 取得)
- 永井道雄 (Michio Nagai) 元文部大臣 (1953年 Ph. D取得)
- ラッセル・C・ニューハウス (Russell C. Newhouse) 「航空機用電波高度計を開発」 (1929年 B.S. 取得)
- ジュリー・パレ (Julie Palais) 「ロイ・プランケット、テフロンを発明」 (1936 年 Ph. D 取得)
- ダグラス・プラッシャー (Douglas Prasher) 「緑色蛍光タンパク質 (GFP) 遺伝子を発見」 (1979年 Ph. D 取得)
- カール・プロブスト (Karl Probst) 「ジープを開発」 (1906年 B.S. 取得)
- ウォレス・クレメント・サビーヌ (Wallace Clement Sabine) 「ボストンのシンフォニーホールの音響設備を設計」 (1886年 B.S. 取得)
- R. トム・ソーヤー (R. Tom Sawyer) 「ガスタービン機関車の実用化、ディーゼル機関車の開発」 (1923年 B.S.、1930年 M.S. 取得)
- ジーン・シャープ (Gene Sharp) 政治学者 2011年 エルヒブリ平和教育賞、2012年 ライト・ライブリフッド賞 (1949年 B.S. 取得)
- 植之原道行 (Michiyuki Uenohara)「GaAsパラメトリック増幅器を開発 (1957年)」 (1956年 Ph.D 取得)
- J・D・ヴァンス (James David Vance)[4]「アメリカ合衆国第50代副大統領 (2025年-)」 (2009年 B.S. 取得)
- マービン・H・ホワイト (M. H. White) 「MNOSフラッシュメモリを開発」 (1969年 Ph. D 取得)[23]
- 山村昌 (Sakae Yamamura)「誘導機型リニアモーターの理論的研究 (1970年)」 (1953年 Ph.D 取得)
- マルシア・ファッジ「第18代住宅都市開発長官、下院議員（8期）、オハイオ州ウォレンズビルハイツ市長」[24]

### スポーツ

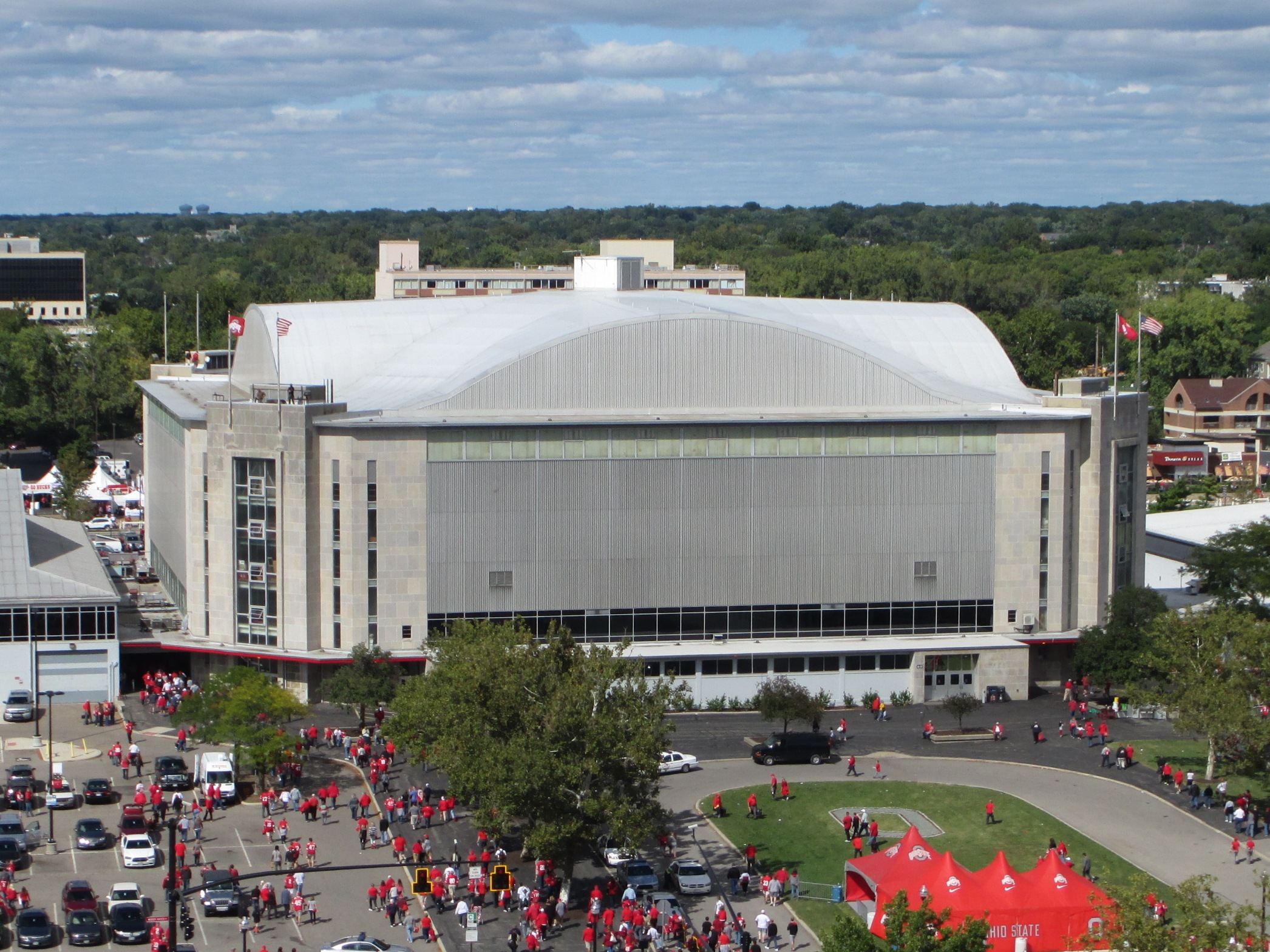
オハイオ州立大学 St. John Arena

- ジェシー・オーエンス (James Cleveland "Jesse" Owens) 陸上競技 1936年ベルリンオリンピック 金メダル4個 (男子100m、男子200m、男子4x100mリレー、男子走り幅跳び)
- ジャック・ニクラス (Jack Nicklaus) ゴルフ マスターズ 優勝7回
- ジョン・ハブリチェック (Jerry Ray Lucas) バスケットボール 殿堂入り
- ジェリー・ルーカス (Jerry Ray Lucas) バスケットボール 殿堂入り 1960年ローマオリンピック 金メダル
- ケイティ・スミス (Katie Smith) 女子バスケットボール オリンピック 金メダル3個 (2000年シドニー、2004年アテネ、2008年北京)

## 日本人卒業生

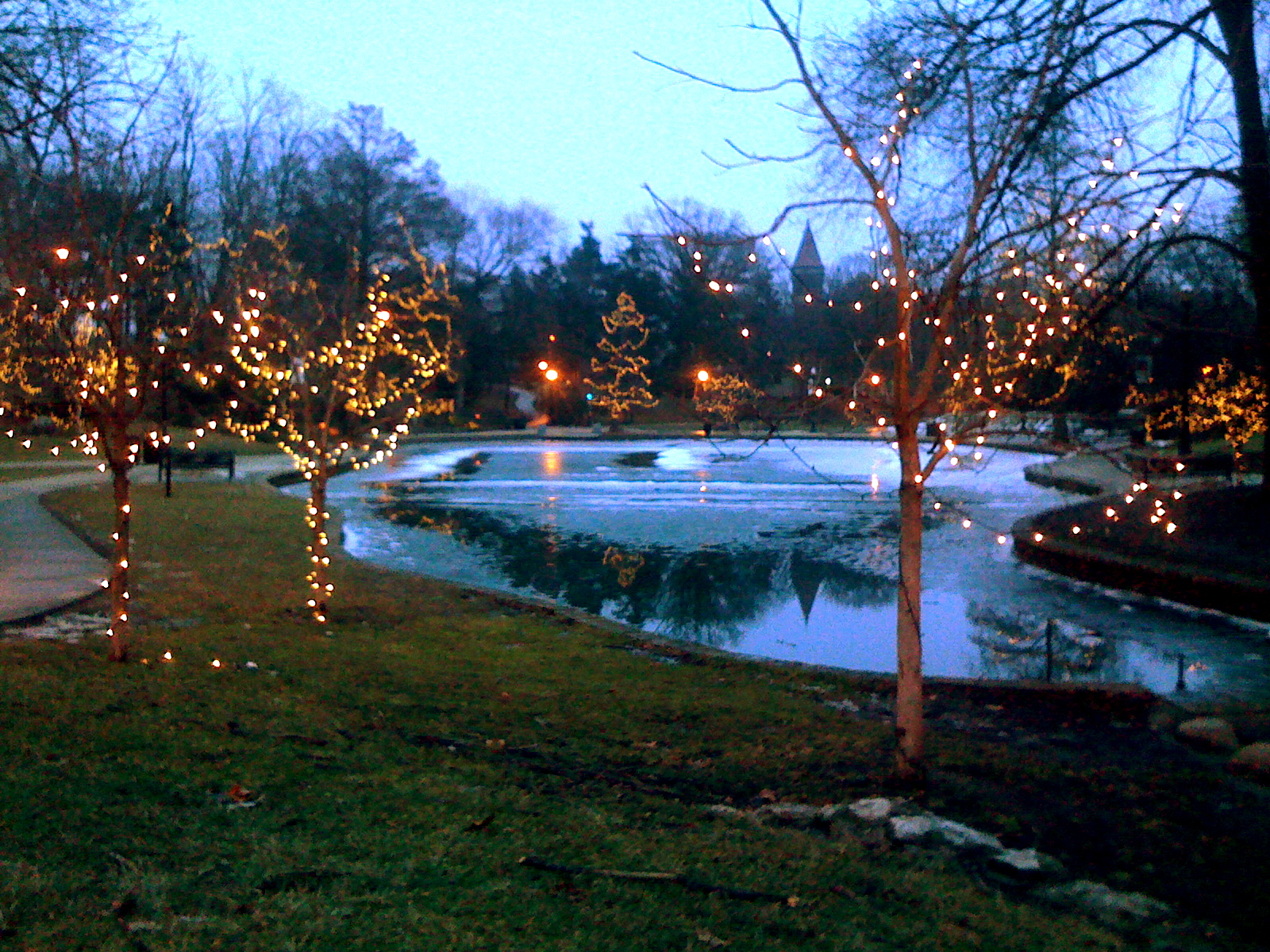
オハイオ州立大学 Mirror Lake

- 佐藤貢　 - 雪印乳業 元会長 1922年 農科大学 卒業 細菌学
- 三神勲　 - 明治学院大学 名誉教授 1932年 修士号取得 (MA)
- 西　和世 - 群馬大学 名誉教授 1951年 修士号取得 (MA) 英文教育
- 永井道雄 - 元文部大臣 東京工業大学 元教授 1953年 博士号取得 (Ph.D) 教育社会学
- 山村昌　 - 工学院大学 名誉教授 東京大学 元教授 1953年 博士号取得 (Ph.D) 電気工学
- 原恵　　 - 青山学院大学 名誉教授 1954年 修士号取得 (MA) 文学
- 植之原道行 - 多摩大学 名誉教授 日本電気 元副社長 1956年 博士号取得 (Ph.D) 電子工学
- 久武和夫 - 東京工業大学 名誉教授 1957年 博士号取得 (Ph.D) 物理学
- 祐宗省三 - 広島大学 名誉教授 1960年頃 博士号取得 (Ph.D) 心理学
- 後藤和弘 - 東京工業大学 元教授 1962年 博士号取得 (Ph.D) 金属工学
- 相原　薫 - 日本医科大学 元教授 1962年 修士号取得 (MS)
- 水品静夫 - 静岡大学 名誉教授 1964年 博士号取得 (Ph.D) 電子工学
- 桜井幹己 - 大阪市立大学 元教授 1964年 修士号取得 (MS) 病理学
- 近藤達男 - 東北大学 元教授 1965年 博士号取得 (Ph.D) 金属工学
- 竹蓋幸生 - 千葉大学 名誉教授 1966年 博士号取得 (Ph.D) 音声言語科学
- 村田朋美 - 北九州市立大学 名誉教授 1971年 博士号取得 (Ph.D) 金属工学
- 船城道雄 - 静岡大学 名誉教授 1971年 修士号取得 (MA) 言語学
- 小林泰秀 - 広島女学院大学 元教授 1971年 修士号取得 (MS) 言語学
- 外山　昇 - 電気通信大学 元教授 1972年 修士号取得 (MS) 通信工学
- 吉永　崇 - 日本文理大学 元教授 1972年 修士号取得 (MS) 宇宙工学
- 宗宮喜代子 - 東京外国語大学 名誉教授 1974年 修士号取得 (MA) 言語学
- 榎本忠儀 - 中央大学 名誉教授 日本電気 元部長 1975年 博士号取得 (Ph.D) 電子工学
- 榮久庵祥二 - 日本大学 元教授 1976年 博士号取得 (Ph.D) 社会学
- 山本俊昭 - 大阪府立大学 名誉教授 1979年 博士号取得 (Ph.D) 機械工学
- 五島幸一 - 愛知淑徳大学 元教授 1980年 修士号取得 (MS) コミニュケーション
- 井上誠治 - 国士舘大学 教授 1984年 博士号取得 (Ph.D) 体育哲学
- 田中愛治 - 第17代学校法人早稲田大学総長 1985年 博士号取得 (Ph.D) 政治学
- 保崎則雄 - 早稲田大学 名誉教授 1987年 博士号取得 (Ph.D) 教育工学
- 羽生和紀 - 日本大学 教授 1995年 博士号取得 (Ph.D) 環境行動学
- 東藤　貢 - 九州大学 准教授 1995年 博士号取得 (Ph.D) 都市工学
- 岡田正大 - 慶應義塾大学 教授 1999年 博士号取得 (Ph.D) 経営学
- 松岡宏高 - 早稲田大学 教授 2001年 博士号取得 (Ph.D) スポーツマネジメント専攻
- 阿部恵 - 函館工業高等専門学校 校長 2001年 博士号取得 (Ph.D) 教育学
- 河野　毅 - 東洋英和女学院大学 教授、2003年 博士号取得 (Ph.D) 政治学
- 澤崎宏一 - 静岡県立大学 准教授 2007年 博士号取得 (Ph.D) 言語学

## 日本人教授
- 八田達夫 - 1972年 助教授 (Dept. of Economics)
- 西條辰義 - 1985年 講師 (Dept. of Economics)
- 大垣昌夫 - 1994年 助教授、1998年准教授、2002年教授 (Dept. of Economics)
- 大橋典男 - 1997年 助教授 (Faculty of Veterinary Medicine)
- 岡本卓    - 1997年 助教授 (Faculty of Medicine)
- 中山峰治 - 教授 (東アジア言語文学学科 East Asian Languages and Literatures)